# My Heaven
"My Heaven" é uma canção do grupo sul-coreano Big Bang, lançada em 24 de junho de 2009, através da YG Entertainment e Universal Music Japan. "My Heaven" é uma versão em língua japonesa da canção "Heaven" (hangul: 천국; rr: Cheonguk), lançada previamente em Stand Up, terceiro extended play (EP) coreano do Big Bang de 2008.
O lançamento de "My Heaven" posicionou-se no top 3 da parada semanal japonesa Oricon Singles Chart e mais tarde foi inserida na lista de faixas do segundo álbum de estúdio japonês do grupo, lançado no mês de agosto do mesmo ano.

## Antecedentes e lançamento
No início do ano de 2008, o Big Bang iniciou sua entrada no mercado musical japonês, através do lançamento do EP For the World contendo canções em língua inglesa. O grupo continuou lançando outros materiais nos mesmos moldes durante o respectivo ano, até o lançamento de "Heaven", seu primeiro single em língua japonesa, como parte de sua expansão no país.
"My Heaven" foi lançado contendo três versões em seu formato físico, sendo elas de edição regular nomeadas como A e B, com cada uma delas contendo uma faixa de remix diferente, além de uma edição de CD single (do tipo A)+DVD. Para a promoção de "My Heaven", um vídeo musical foi filmado entre os dias 27 e 28 de abril de 2009 e posteriormente lançado em 11 de maio.

## Faixas e formatos
| My Heaven – CD single tipo A e edição CD+DVD |                          |         |  |
| N.º                                          | Título                   | Duração |  |
| 1.                                           | "My Heaven"              | 3:51    |  |
| 2.                                           | "Emotion"                | 3:19    |  |
| 3.                                           | "My Heaven" (Club remix) | 4:34    |  |
| Duração total:                               | Duração total:           | 11:43   |  |

| My Heaven – CD single tipo B |                            |         |  |
| N.º                          | Título                     | Duração |  |
| 1.                           | "My Heaven"                | 3:51    |  |
| 2.                           | "Emotion"                  | 3:19    |  |
| 3.                           | "Candle" (Michitomo remix) | 6:07    |  |
| Duração total:               | Duração total:             | 11:47   |  |

| Conteúdo bônus em DVD – Edição CD single+DVD |                                         |         |  |
| N.º                                          | Título                                  | Duração |  |
| 1.                                           | "My Heaven" (Vídeo musical)             |         |  |
| 2.                                           | "My Heaven" (Vídeo musical - making of) |         |  |

## Desempenho nas paradas musicais
Após o seu lançamento no Japão, "My Heaven" estreou em seu pico de número quatro pela Billboard Japan Hot 100. Na parada da Oricon, também estreou em seu pico, desta vez atingindo a posição de número três pela Oricon Singles Chart com vendas de 26,039 mil cópias em sua primeira semana.

### Posições
| Paradas (2009)                      | Melhor posição |
| ----------------------------------- | -------------- |
| Japão (Oricon Weekly Singles Chart) | 3              |
| Japão (Billboard Japan Hot 100)     | 4              |

## Histórico de lançamento
| Região | Data                | Formato                                    | Gravadora                              |
| ------ | ------------------- | ------------------------------------------ | -------------------------------------- |
| Japão  | 24 de junho de 2009 | CD single CD single + DVD download digital | YG Entertainment Universal Music Japan |
| Taiwan | 26 de junho de 2009 | CD single+DVD                              | Universal Music Taiwan                 |